# Potentilla rhipidophylla
Potentilla rhipidophylla är en rosväxtart som beskrevs av J. Soják. Potentilla rhipidophylla ingår i Fingerörtssläktet som ingår i familjen rosväxter. Inga underarter finns listade i Catalogue of Life.